# Citadella (trein)
De Citadella is een internationale trein op de verbinding Boedapest - Ljubljana.

## EuroCity
De Citadella is op 10 juni 2001 in dienst gekomen op de rechtstreekse verbinding tussen Hongarije en Slovenië. De trein gebruikt de enkelsporige verbinding tussen Zalalövő in Hongarije en Murska Sobota in Slovenië, die in 2000 met EU subsidies is herbouwd om een rit door niet-Schengen gebied (lees Kroatië) te vermijden.

### Route en dienstregeling
| IC 246 | land      | station                 | km  | IC 247 |
| ------ | --------- | ----------------------- | --- | ------ |
| 12:55  | Hongarije | Budapest Délipályaudvar | 0   | 16:18  |
| 13:02  | Hongarije | Budapest Kelenföld      | 4   | 16:10  |
| 13:57  | Hongarije | Székesfehérvár          | 67  | 15:14  |
| 14:38  | Hongarije | Veszprém                | 112 | 14:40  |
| 15:07  | Hongarije | Ajka                    | 148 | 14:04  |
| 15:40  | Hongarije | Boba                    | 181 | 13:39  |
| 16:30  | Hongarije | Zalaegerszeg            | 249 | 12:26  |
| 17:27  | Slovenië  | Hodoš                   | 296 | 11:31  |
| 18:02  | Slovenië  | Murska Sobota           | 325 | 11:05  |
| 18:43  | Slovenië  | Ormož                   | 364 | 10:26  |
| 19:03  | Slovenië  | Ptuj                    | 386 | 10:08  |
| 19:27  | Slovenië  | Pragersko               | 404 | 09:54  |
| 21:31  | Slovenië  | Ljubljana               | 541 | 07:40  |